# Samaniego (Alava)
Pour les articles homonymes, voir Samaniego.
Samaniego est une commune d'Alava, dans la communauté autonome du Pays basque en Espagne.

## Présentation

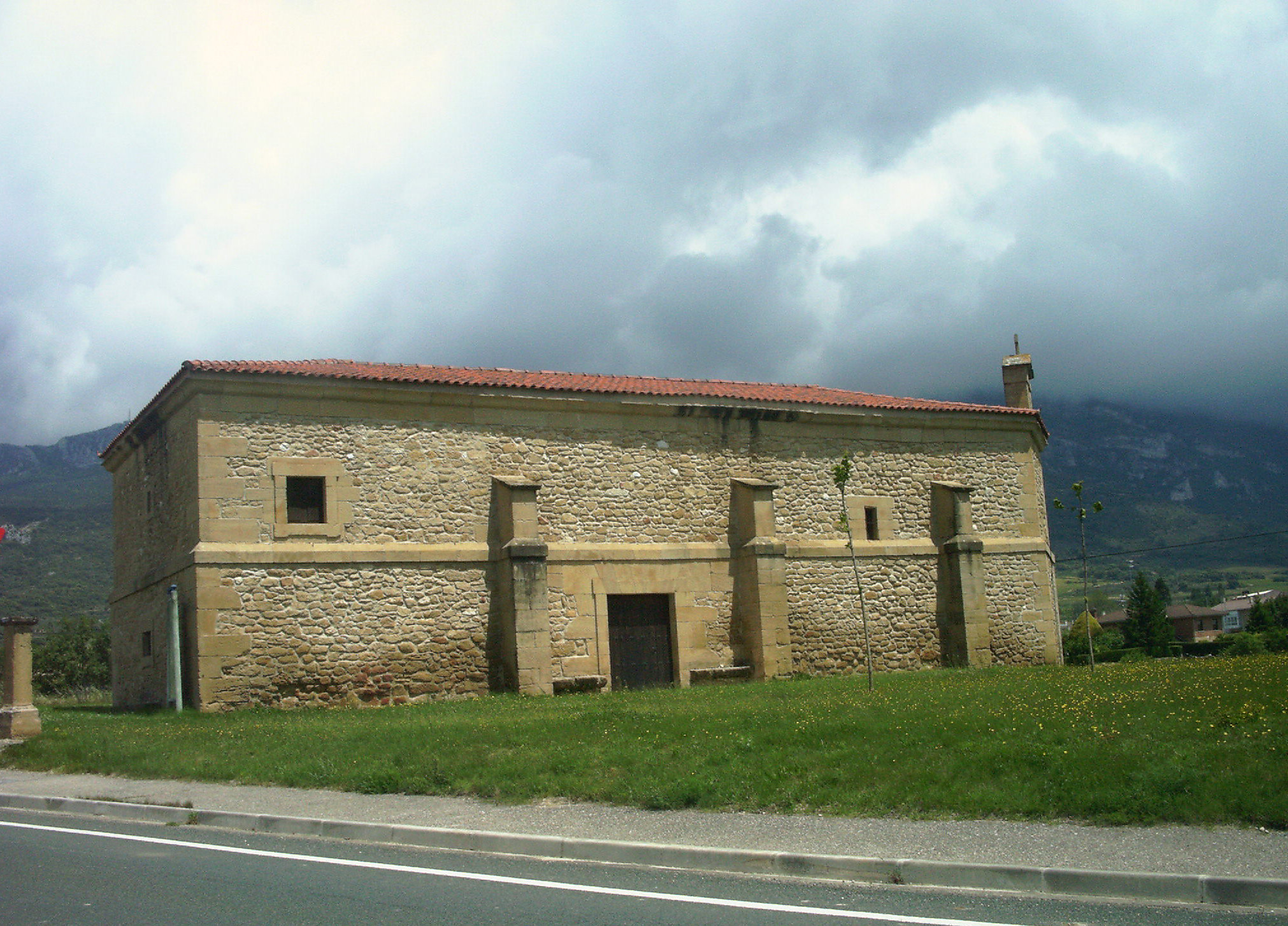
Basilique de Samaniego